# Grčko-rimska luka oko Prirova
Grčko-rimska luka oko poluotoka Prirova na Visu, od koje su danas ostali ostatci pod morem, predstavlja zaštićeno kulturno dobro.

## Opis dobra
Unutar Viške luke, oko poluotoka Prirovo nalaze se ostaci grčko-rimske luke. Najstarija luka na Jadranu, iz 4. stoljeća prije Krista, dobro je očuvana, a građena je od velikih, tesanih kamenih blokova koji flankiraju antičku obalu. Također, ispod mulja, nalaze se brojni drugi arheološki nalazi. Kako je uvala bila luka i sidrište od 4. st. pr. Kr., dno obiluje nalazima iz širokog vremenskog razdoblja. Od nalaza koji se uočavaju širom uvale, najčešće su cijele i oštećene amfore, te keramičko posuđe. U uvali Sv. Juraj zapažena je rastresita skupina antičkih tegula.

## Zaštita
Pod oznakom Z-65 zavedena je kao nepokretno kulturno dobro - arheologija, pravna statusa zaštićena kulturnog dobra, klasificirano kao "podvodna arheološka zona/nalazište".